# LK Zug Handball
Der LK Zug Handball ist die Handballabteilung des LK Zug.

## Geschichte
Der LK Zug (Leichtathletik Klub Zug) wurde 1945 gegründet, drei Jahre später 1948 folgte die Handballabteilung. Seit dem März 2011 ist der LK Zug Handball ein eigenständiger Verein.

## Erfolge
- 5 × Schweizer Meisterinnen: 2009/10, 2012/13, 2013/14, 2014/15 und 2020/21
- 4 × Schweizer Vizemeisterinnen: 2005/06, 2016/17, 2018/19, 2021/22
- 4 × Schweizer Cupsiegerinnen: 2013/14, 2014/15, 2020/21 und 2021/22
- 5 × Schweizer Cupfinalistinnen: 2002/03, 2003/04, 2004/05, 2006/07 und 2023/24
- 2 × Schweizer SuperCupsiegerinnen: 2015, 2022
- 2 × Schweizer SuperCupfinalistinnen: 2017, 2021